# Позерн, Борис Павлович
Бори́с Па́влович По́зерн (7 июля 1882 — 25 февраля 1939) — советский партийный и государственный деятель, один из руководителей борьбы за Советскую власть с партийным стажем до II съезда РСДРП. Входил в состав особой тройки НКВД СССР.

## Биография
Родился в Нижнем Новгороде в дворянской семье. Внук обрусевшего выходца из Саксонии. Сын врача-фармацевта и учительницы. Его отец, Павел Карлович Позерн (1839–1897), был дружен с В.Г.Короленко. У Позерна Короленко остановился, когда приехал в Нижний Новгород.  Родной брат Павла Карловича Позерна — известный адвокат Самарского губернского суда и общественный деятель Карл Карлович Позерн. В доме Позернов часто бывал Максим Горький, в судьбе которого Карл Карлович и его жена Мария Сергеевна приняли живейшее участие.
Учился на медицинском факультете Московского университета, исключен в связи с участием в подпольной деятельности, арестован и в 1902 году сослан в Ачинск. В 1907–1909 отбывал ссылку в Тотьме и Вологде. Получил юридическое образование, окончив Ярославский юридический лицей (1911-1914 годы). В период 1914-1915 годов работал помощником присяжного поверенного (адвоката) при Нижегородском, а также Самарском окружном суде.
Член РСДРП с 1902 года. В 1903—1917 гг. вёл партийную работу в Нижнем Новгороде, Самаре, Москве, Вологде, Минске. Неоднократно арестовывался. Партийные клички: Западный, Степан Злобин.
После Февральской революции стал первым председателем Минского совета. Делегат I Всероссийского съезда Советов, член ВЦИК. С июля 1917 г. — член Петербургского комитета РСДРП(б), делегат IV съезда РСДРП. Накануне Октябрьского восстания был направлен ЦК РСДРП(б) в Псков, где находился штаб Северного фронта, член Псковского революционного комитета. После Октябрьской революции — комиссар штаба Северного фронта. В марте — мае 1918 г. — член Комиссариата по военным делам Петроградской трудовой коммуны, с мая 1918 по май 1919 г. — военный комиссар Петроградской коммуны. В июне 1918 г. выступал, так же как М. С. Урицкий и А. А. Иоффе, против применения смертной казни. С 6 сентября 1918 по 20 мая 1919 г. — комиссар Петроградского военного округа. В декабре 1918 г. назначен членом Военного совета Балтийского флота. С 5 июня по 1 августа 1919 г. — член РВС Западного фронта, с 4 августа 1919 по 15 января 1920 г. — Восточного фронта, с 3 февраля по 5 декабря 1920 г. — член РВС 5-й армии.
В 1921—1922 гг. — председатель Главного управления текстильной промышленности ВСНХ РСФСР. С 1922 г. — на партийной работе. В 1926—1929 гг. — Уполномоченный Наркомпроса в Ленинграде, ректор Коммунистического университета им. тов. Зиновьева. С 1925 года — секретарь Ленинградского губернского комитета (губкома), а затем областного комитета (обкома) ВКП(б). В 1929—1933 гг. — секретарь Ленинградского обкома ВКП(б), затем заведующий отделом культуры и пропаганды обкома. Член Центральной контрольной комиссии ВКП(б) (1923—1930). На XIII, XIV и XV съездах партии избирался членом ЦК, на XVI и XVII съездах партии — кандидатом в члены Центрального Комитета ВКП(б). Кандидат в члены ЦК ВКП(б) (с 1930 года).
Б.П. Позерн — один из ближайших соратников С.М.Кирова, в том числе по «чисткам  троцкистов и зиновьевцев» в Ленинградской парторганизации. В 1937—1938 гг. — прокурор Ленинградской области. В Ленинграде входил в состав областной «особой тройки», созданной по приказу НКВД СССР от 30.07.1937 № 00447, в составе которой подписывал расстрельные списки «врагов народа» в Ленинграде, тем самым участвуя в репрессиях.
9 июля 1938 года Б. П. Позерн был сам арестован как «враг народа», предан суду и приговорён к расстрелу. Приговор приведён в исполнение 25 февраля 1939 года. В 1957 году был реабилитирован.

## Семья
20 января (2 февраля) 1908 года в Вологде вступил в брак с уроженкой Юрьева Ларисой Генриховной Берендс (1882—1940). Лариса Генриховна, заведующая культотделом Ленинградского театра Красной Армии (ЛТКА), также была репрессирована и приговорена к расстрелу.
Сын — Игорь (1909—1973). Работал главным инженером научно производственного объединения «Электроприбор» в Ленинграде.  Был арестован в 1938 году, освобожден в 1946 году. С 1946 по 1954 год — в ссылке, в 1956 году был реабилитирован, восстановлен в рядах КПСС. Продолжил работу на «Электроприборе». Похоронен на Богословском кладбище. На надгробии надпись: «Памяти Позерн Бориса Павловича (1882–1940) и Ларисы Генриховны (1882–1940)».

## Сочинения
- Коммунистическая партия и крестьянство. Л., Прибой, 1925
- Оппозиция на XV партконференции. Л., Прибой, 1927
- Как оппозиция «обороняет» СССР. Л., Прибой, 1928
- В ответ вредителям и интервентам усилим оборону СССР. Л., Прибой, 1931